# صیفی چودهری
صیفی چودهری (انگلیسی: Saifi Chaudhry؛ زادهٔ ۱۵ نوامبر ۱۹۲۹) تیرانداز اهل پاکستان است. وی در بازی‌های المپیک تابستانی ۱۹۵۶ و ۱۹۶۰ شرکت کرده‌است.